# Ministerio de Energía de Lituania
El Ministerio de Energía de Lituania (en lituano: Lietuvos Respublikos Energetikos ministerija) es uno de los 14 ministerios del Gobierno de Lituania. Tiene su sede en la capital Vilna. Sus operaciones están autorizadas por la Constitución de la República de Lituania, los decretos son emitidos por el presidente y el Primer Ministro, y las leyes aprobadas por el Seimas (Parlament). Su misión es asegurar la realización de las políticas estatales en el combustible, la electricidad, la producción de energía y su oferta en la economía lituana. El actual ministro es Žygimantas Vaičiūnas.